# كاميلي فاسكيز
كاميل فاسكيز، (الإنجليزية: Camille Vasquez)، (مواليد 6 يوليو 1984)  محامية أمريكية اشتهرت بعملها مع شركة براون رودنيك القانونية في تمثيل الممثل جوني ديب في قضية التشهير التي رفعها ضد زوجته السابقة آمبر هيرد

## النشأة والتعليم
وُلدت فاسكيز في سان فرانسيسكو، كاليفورنيا لأبوين كولومبيين وكوبيين ليونيل فاسكيز وماريا ماريليا بوينتس. تتحدث اللغتين الإنجليزية والإسبانية بطلاقة.
تخرجت بامتياز مع مرتبة الشرف من جامعة جنوب كاليفورنيا في عام 2006 بدرجة البكالوريوس في الآداب في علوم الاتصال والعلوم السياسية. وذهبت لإكمال الدكتوراه في القانون من كلية الحقوق الجنوبية الغربية في عام 2010.

## مهنة
ركزت مهنة فاسكيز القانونية على التقاضي والتحكيم، لا سيما في تمثيل المدعين في دعاوى التشهير.  اعتبارًا من عام 2022، عملت شريكًا في مكتب جنوب كاليفورنيا لشركة براون رودنيك الوطنية مثلت فاسكيز جوني ديب في قضايا ضد محاميه السابق ومدير أعماله ثم في دعوى تشهير ضد زوجته السابقة، أمبر هيرد.  ومن العملاء المعروفين الآخرين الذين مثلتهم بن أفليك وليوناردو دي كابريو وجينيفر لوبيز.
تلقت اهتمامًا عامًا خاصًا لتمثيلها ديب في قضية ديب ضد هيرد.  بُثت المحاكمة على الهواء مباشرة، وحظيت بمشاهدة [الإنجليزية]واسعة النطاق في جميع أنحاء العالم.  نتيجة لذلك، لاحظت جوجل تريندز زيادة كبيرة في عمليات البحث عن اسمها،  وتلقى وسم باسمها أكثر من 980 مليون ظهور على منصة مشاركة الفيديو تيك توك. كتبت فوغ بأنها صارت «مشهورة بين عشية وضحاها» نتيجة للمحاكمة.
بعد المحاكمة، رُقيت فاسكيز من زميلة إلى شريك في شركتها، براون رودنيك